# Aubigny (Wandea)
Aubigny – miejscowość i dawna gmina we Francji, w regionie Kraj Loary, w departamencie Wandea. W 2013 roku liczba ludności wynosiła 3557 mieszkańców. 
W dniu 1 stycznia 2016 roku z połączenia dwóch ówczesnych gmin – Aubigny oraz Les Clouzeaux – utworzono nową gminę Aubigny-Les Clouzeaux. Siedzibą gminy została miejscowość Aubigny. 